# Eosentomon penelopae
Eosentomon penelopae är en urinsektsart som beskrevs av Sören Ludvig Paul Tuxen 1977. Eosentomon penelopae ingår i släktet Eosentomon och familjen trakétrevfotingar. Inga underarter finns listade i Catalogue of Life.